# Calleville
Calleville és un municipi francès situat al departament de l'Eure i a la regió de Normandia. L'any 2007 tenia 586 habitants.

## Demografia

### Població
El 2007 la població de fet de Calleville era de 586 persones. Hi havia 225 famílies, de les quals 47 eren unipersonals (29 homes vivint sols i 18 dones vivint soles), 80 parelles sense fills, 87 parelles amb fills i 11 famílies monoparentals amb fills.
La població ha evolucionat segons el següent gràfic:
Habitants censats

### Habitatges
El 2007 hi havia 261 habitatges, 225 eren l'habitatge principal de la família, 27 eren segones residències i 9 estaven desocupats. Tots els 259 habitatges eren cases. Dels 225 habitatges principals, 205 estaven ocupats pels seus propietaris, 16 estaven llogats i ocupats pels llogaters i 4 estaven cedits a títol gratuït; 2 tenien una cambra, 5 en tenien dues, 34 en tenien tres, 53 en tenien quatre i 131 en tenien cinc o més. 207 habitatges disposaven pel capbaix d'una plaça de pàrquing. A 96 habitatges hi havia un automòbil i a 120 n'hi havia dos o més.

### Piràmide de població
La piràmide de població per edats i sexe el 2009 era:
| Homes | Edats   | Dones |
| ----- | ------- | ----- |
| 0     | 95 o +  | 0     |
| 0     | 90 a 94 | 0     |
| 0     | 85 a 89 | 0     |
| 4     | 80 a 84 | 8     |
| 0     | 75 a 79 | 8     |
| 16    | 70 a 74 | 8     |
| 20    | 65 a 69 | 12    |
| 12    | 60 a 64 | 16    |
| 8     | 55 a 59 | 8     |
| 24    | 50 a 54 | 16    |
| 24    | 45 a 49 | 28    |
| 28    | 40 a 44 | 20    |
| 28    | 35 a 39 | 28    |
| 20    | 30 a 34 | 20    |
| 0     | 25 a 29 | 4     |
| 16    | 20 a 24 | 8     |
| 12    | 15 a 19 | 20    |
| 28    | 10 a 14 | 28    |
| 16    | 5 a 9   | 28    |
| 12    | 0 a 4   | 4     |

## Economia
El 2007 la població en edat de treballar era de 387 persones, 260 eren actives i 127 eren inactives. De les 260 persones actives 238 estaven ocupades (126 homes i 112 dones) i 22 estaven aturades (12 homes i 10 dones). De les 127 persones inactives 58 estaven jubilades, 29 estaven estudiant i 40 estaven classificades com a «altres inactius».

### Ingressos
El 2009 a Calleville hi havia 242 unitats fiscals que integraven 643 persones, la mediana anual d'ingressos fiscals per persona era de 17.282 €.

### Activitats econòmiques
Dels 15 establiments que hi havia el 2007, 1 era d'una empresa extractiva, 1 d'una empresa de fabricació d'altres productes industrials, 2 d'empreses de construcció, 3 d'empreses de comerç i reparació d'automòbils, 3 d'empreses d'hostatgeria i restauració, 1 d'una empresa d'informació i comunicació, 1 d'una empresa financera i 3 d'empreses de serveis.
L'únic servei als particulars que hi havia el 2009 era un paleta.
L'únic establiment comercial que hi havia el 2009 era una botiga d'equipament de la llar.
L'any 2000 a Calleville hi havia 14 explotacions agrícoles que ocupaven un total de 368 hectàrees.

## Equipaments sanitaris i escolars
El 2009 hi havia una escola elemental.

## Poblacions properes
El següent diagrama mostra les poblacions més properes.